# 千宗守 (14代)
千 宗守（せん そうしゅ、1945年（昭和20年）7月21日 - ）は、日本の茶人。武者小路千家第14代家元。公益財団法人官休庵理事長。京都府京都市生まれ。

## 経歴
洛星中学校・高等学校を経て、慶應義塾大学法学部政治学科卒業。同大学院文学研究科美学美術史専攻修士課程修了。
1989年（平成元年）12月、武者小路千家第14代家元を継承し「宗守」を襲名。1997年（平成9年）、第15回京都府文化賞功労賞を受賞。
東京芸術大学、大阪音楽大学、大手前大学、帝塚山学院大学客員教授を歴任。

## 著書
- 『雪間の草』（婦人画報社、1991年）
- 『京都 旧家に学ぶ、知恵としきたり』（冷泉貴実子・杉本秀太郎共著、小学館、2014年）